# Fort Smith Region
Fort Smith Region war von 1999 bis 2011, neben der Inuvik Region, eine der zwei Zensuseinheiten in den kanadischen Nordwest-Territorien. Ihr wirtschaftliches Zentrum war die Hauptstadt Yellowknife und sie umfasste mehr als 77 % der Bevölkerung sowie mehr als 54 % der Fläche des Territoriums. Der kanadische Zensus von 2006 zählte 32.272 Einwohner auf einer Fläche von 618.620 km².
Seit dem nationalen Zensus für das Jahr 2011 ersetzen die fünf neuen Zensusregionen die beiden ehemaligen Zensuseinheiten.

## Gemeinden
- Großstadt
  - Yellowknife
- Städte
  - Fort Smith
  - Hay River
- Dörfer
  - Fort Simpson
- Weiler
  - Fort Liard
  - Fort Providence
  - Behchokò
  - Wha Ti
- Siedlungen
  - Dettah
  - Enterprise
  - Fort Resolution
  - Jean Marie River
  - Kakisa
  - Lutselk'e
  - Nahanni Butte
  - Gamèti
  - Fort Reliance
  - Trout Lake
  - Wekweeti
  - Wrigley
- Indianerreservate
  - Hay River Reserve (Hay River Dene)
  - Salt Plains